# 张秀眉
张秀眉（1822年—1872年），又作秀密、秀波，贵州台拱厅（今台江）翁刚寨（一说板凳寨、张家寨）苗族人。清朝末年黔东南苗民起义（又称“黔乱”）领袖，締造「秀眉打江山，太平十八年」的局面。

## 生平

### 早年
传说他本姓李，小名兄波，后来改姓张，1822年出生于台江县城西南的南省乡板凳下寨村中，原有三间土坯茅房即为张秀眉诞生地。雇农出身，靠佣工度日。

### 領導苗族起義
清初“改土归流”后，苗族农民长期处于清朝官吏、汉族地主和苗族地主的压迫下。咸丰元年（1851年）金田起义消息传到苗寨，張秀眉待机起义。咸丰三年（1853年）曾参加贵州榔党起义。
咸丰五年（1855年）台拱官吏擅自提高粮钱折合标准，从斗粮折钱四、五百文增至两千余文，苗族人民要求按旧例纳粮，减免新增的赋税，遭到镇压。張秀眉与包大度、张开格、李洪基等人，在台拱用跳芦笙舞方式，秘密组织群众。三月十五日（4月30日）他们在台拱掌梅里誓师起义，张秀眉被推为大元帅。贵州东部清水江两岸的广大苗族人民，分别在高禾、包大度等人的领导下起义响应。冲入台拱城，打击清吏，声势浩大，被推为元帅，并率军占镇远，然后攻占丹江厅城。翌年夏秋，连克施秉、清江、台拱，攻占黔东南大部城镇。设立官职，收回屯田，没收地主土地。得到群众拥护，咸丰八年（1858年）起义军发展到几十万人，坚持斗争十七年。九月，率领起义军攻占镇远后，又分东西两路进兵，东路攻柳霁（剑河），占天柱，出邛水，经清溪、思州（岑巩）、玉屏，直抵湖南晃州，控制了黔東南苗族聚居的大部分地區，締造“秀眉打江山，太平十八年”的局面。咸丰九年（1859年）配合太平军石达开部围攻贵阳，声势浩大。
同治三年（1864年），太平天国运动失败，清政府调集各省军力联合围剿起义军，同治七年（1868年）春，进军湘西，在会同、洪江大破清军。后转回黔东南，同治八年（1869年）领导苗民起义军在黄飘击败按察使黄润等。再败清军于都匀羊安寨，杀总兵马永胜。同治八年（1869年），張秀眉又領導苗民起義軍在黃飄、羊安兩地兩次大敗清軍，消滅清軍兩萬余人，擊斃提督榮維善等。同治八年（1869年）五月，清廷调集湘、黔、川三省兵力发动总攻。东路由席宝田率湘军，攻占了邛水、镇远、施秉；北路由唐炯率领川军，攻占了清平、黄平、重安江；西路由张文德率领。同治九年（1870年）十月台拱、八寨被湘军席宝田攻破，张秀眉被迫率军退守凯里雷公山。翌年10月，席宝田来犯，张秀眉退至黄茅。同治十一年（1872年）三月，清军在苗奸指引下，围苗军余部于乌鸦坡。张秀眉与杨大六在乌东与席宝田部激战，将领包大度等战死，张秀眉受伤被俘，械至长沙被杀害。余部由李洪基率领坚持战斗到1873年。

## 紀念
苗族人民怀念其英雄事迹，有《十八年反政》、《英雄张秀眉》等歌诗流传民间。
苗族民间叙事诗《张秀眉頌》流传在贵州省和湘西一带。全诗的第一部分描写了苗族人民受剥削和压迫的苦难，张秀眉四处奔走准备起义，大家公推张秀眉为领袖，表现了人民对张秀眉的真诚爱戴。第二部分描写了张秀眉领导起义军攻城野战、东征西讨、斩将搴旗，第三部分描写清兵为了挽回败局，玩弄分化、收买和诱降手段，使起义遭受重大损失；第四部分叙述并歌颂了张秀眉被俘后宁死不屈、英勇就义的大义凛然精神。